# Ефект Дросте

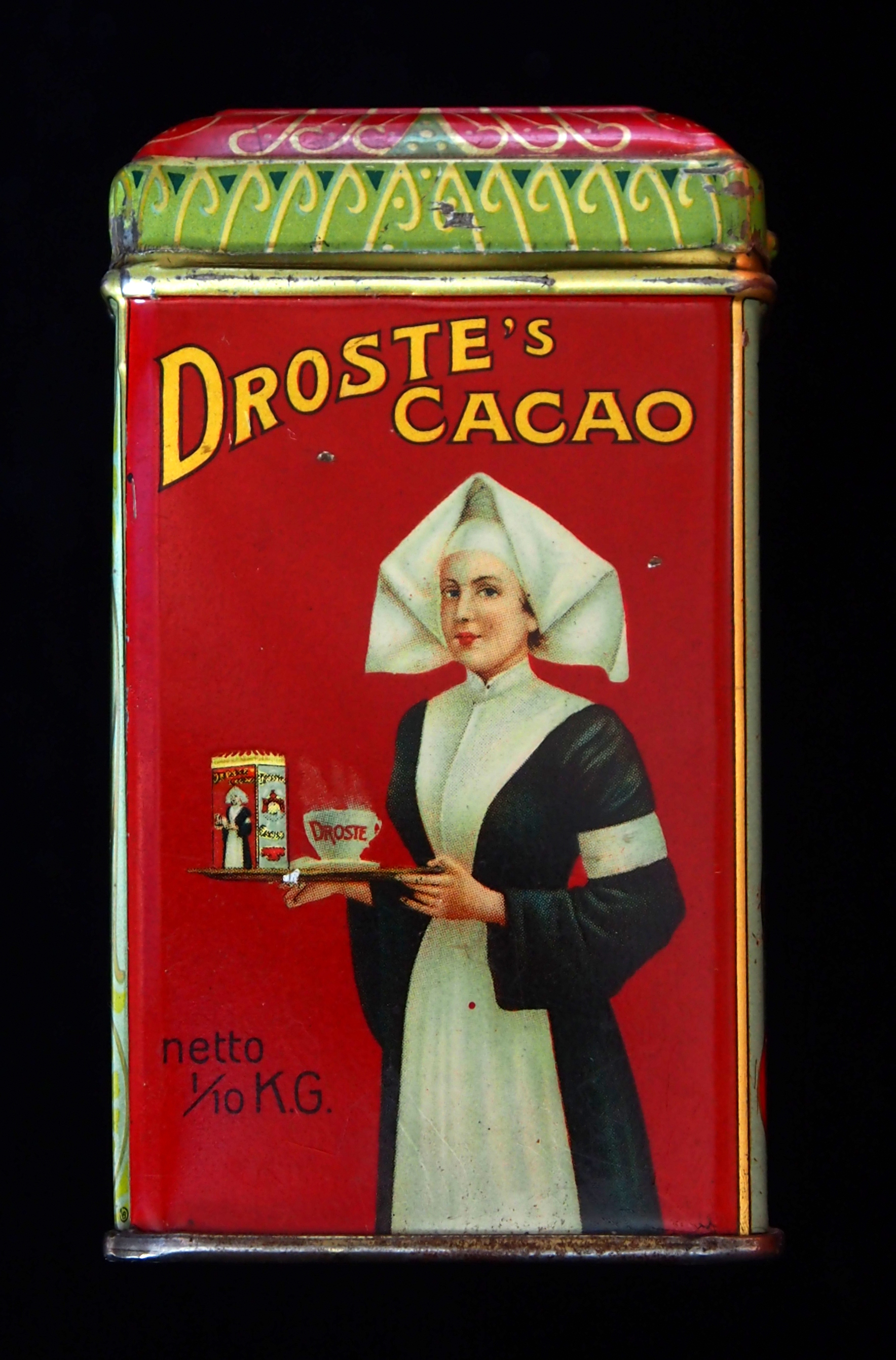
Жінка на пакунку какао-порошку фірми Дросте 1904 року тримає 2 предмети, на яких зображені менші версії її, які тримають ті самі два предмети і так далі рекурсивно.

Ефект Дросте — окремий випадок mise en abyme у мистецтві — це ефект, коли картина з'являється сама у собі, у місці, де в реальності очікується, що з'явиться схожа картина. Така поява є рекурсивною: менша версія містить ще меншу версію картини і так далі. У теорії це триває нескінченно, на практиці — в межах можливості роздільної здатності картини, яка відносно невелика, оскільки кожен крок зменшує розмір у геометричній прогресії. Цей ефект є візуальним прикладом дивного кола, автореферентної системи дублювання, яка є наріжним каменем фрактальної геометрії.

## Походження
Ефект названий за зображенням на коробках з какао-порошком Дросте, одним з головних голландських брендів. На коробках було зображено медсестру, що тримає у руках підніс з  чашкою гарячого шоколаду та коробку з тим самим зображенням. Це зображення вперше з'явилось 1904 року та використовувалось десятиріччями з незначними варіаціями, та стало побутовим поняттям. Вважається, що наприкінці 1970-х років поет та ведучий колонки у журналі Ніко Шіпмейкер розпочав більш широке використання терміна.
Ефект Дросте був використаний ще Джотто у роботі 1320 року «Триптих Стефанески». Вітар-триптих на центральній панелі має зображення кардинала Джакомо Гаетані Стефанескі, який пропонує той самий триптих апостолу Петру. Також існують і інші середньовічні приклади, коли в книгах були зображення, які містили цю книгу, чи вітражі у церкві зображували мініатюрну копію самих себе.

## Приклади

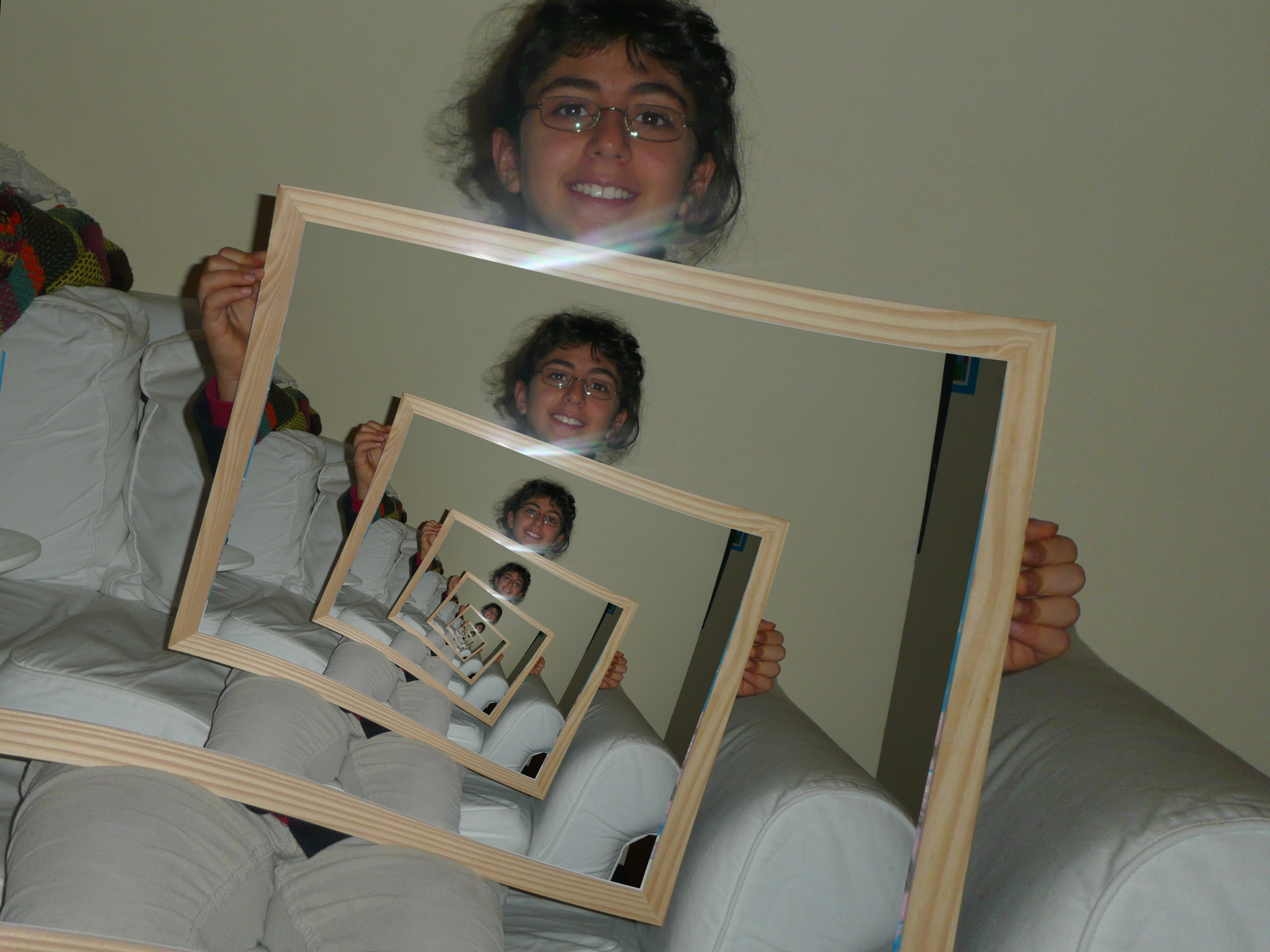
Приклад ефекту Дросте у спіральному форматі
Обкладинка платівки Ummagumma

На обкладинці платівки Ummagumma Pink Floyd член групи сидить біля стіні з фотографією, а решта — стоїть на задньому плані. На фото зображена та сама сцена, але біля стіни сидить вже інший член групи, і так далі для всіх чотирьох членів групи, а на фото на стіні поруч з останнім зображена обкладинка їх попереднього альбому A Saucerful of Secrets.
На титульних кадрах восьмого сезону британського серіалу "Доктор Хто"  TARDIS виринає з циферблата, закрученого у спіральному ефекті Дросте.